# Национално знаме на Гамбия
Националното знаме на Гамбия се състои от хоризонтален трибагреник в червено, синьо и зелено. Ивиците са разделени от по-тънки бели линии. Червеното най-отгоре символизира Слънцето, както и саваната. Синият цвят символизира река Гамбия. Зеленият цвят символизира земята и горите на страната. Белите ивици изобразяват мира.

## Знаме през годините
- (1889 – 1965)